# John Cunningham Lilly
John Cunningham Lilly (Saint Paul, 6 gennaio 1915 – Los Angeles, 30 settembre 2001) è stato uno psicoanalista e neuroscienziato statunitense.

## Sommario della carriera
John C. Lilly è stato un medico e uno psicoanalista qualificato, laureatosi presso il California Institute of Technology e specializzandosi in neurofisiologia presso l'Università della Pennsylvania. Ha portato i suoi contributi nell'elettronica, nella biofisica, nella neurofisiologia, nella teoria dei computer e nella neuroanatomia.
Molta della sua pionieristica ricerca è stata indirizzata verso lo studio degli stati alterati di coscienza, usando come principali strumenti la vasca di deprivazione sensoriale, da lui inventata, la comunicazione coi delfini e le sostanze psichedeliche, spesso in combinazione. Ha cercato di comprendere il modo in cui i delfini comunicano fra loro e con l'uomo, ed è stato un membro rappresentativo della controcultura californiana di scienziati, mistici e pensatori che emerse nei tardi anni sessanta e primi settanta. Ram Dass e Timothy Leary erano frequentatori assidui della sua casa. Fu tra i primi studiosi della ketamina, un anestetico dissociativo che successivamente avrebbe mostrato un potenziale terapeutico che andava oltre il solo uso come anestetico.
Dai suoi studi e dalle sue esperienze sono stati tratti due film: Stati di allucinazione (1980), interpretato da un giovane William Hurt, e Il giorno del delfino (1973), per la regia di Mike Nichols.

## Storia personale
Mostrò fin da piccolo interesse per gli esperimenti scientifici; ha studiato fisica e biologia al California Institute of Technology laureandosi nel 1938, ha studiato quindi medicina alla Dartmouth Medical School laureandosi alla University of Pennsylvania nel 1942.
Durante la Seconda guerra mondiale ha studiato la fisiologia dei piloti d'alta quota, inventando strumenti per la misurazione della pressione gassosa. Dopo la guerra si è specializzato in psicoanalisi e ha iniziato a studiare la struttura fisica del cervello e della coscienza. Nel 1951 ha pubblicato uno studio sulla stimolazione attraverso elettrodi di un cervello di scimmia vivente, pensando di poter applicare la stessa tecnica sul suo cervello. Impresa che poi abbandonò per il pericolo di causarsi danni permanenti.
Nel 1953 si è specializzato in neurofisiologia e nel 1954 ha iniziato a lavorare al progetto della vasca di deprivazione sensoriale. Questo strumento gli ha permesso di esplorare le profondità della coscienza umana, grazie alla sinergia di sostanze psichedeliche come LSD e ketamina. La pericolosità dei suoi studi l'ha costretto ad abbandonare questa ricerca ed a dedicarsi completamente sulla comunicazione con i delfini. Era infatti convinto che lui stesso dovesse essere il primo soggetto dei suoi esperimenti, ma ciò lo ha portato a sviluppare una dipendenza pericolosa nei confronti della ketamina, tanto da rischiare la sua stessa vita.
Nei tardi anni cinquanta ha iniziato ad indagare la comunicazione uomo-delfino, creando un centro, presso le Isole Vergini, nel quale avviare questo tipo di ricerca. Nei primi anni sessanta Lilly ha pubblicato del materiale in cui riporta che i delfini hanno la capacità di riprodurre gli schemi fonetici umani. Successivi esperimenti hanno comunque trovato difficoltà nel replicare i suoi risultati.
Durante tutte le sue ricerche ha pubblicato numerosi libri: Programming and Metaprogramming the Human Biocomputer: Theory and Experiments , Il centro del ciclone, Man and dolphin e The mind of the dolphin.
Negli anni ottanta si è dedicato ad un progetto per insegnare ai delfini un linguaggio sintetizzato al computer.

## Ricerche
Dai suoi studi di ricerca Lilly pervenne ad un interessante concetto che espresse con queste parole: "Nella provincia della mente, ciò che si crede vero o lo è, oppure lo diventa entro limiti stabiliti per via empirica e sperimentale. Tali limiti sono convinzioni da trascendere", intendendo con questo che qualunque convinzione non era che un limite che era possibile superare, perché la mente umana non ha limiti.
Le sue convinzioni si sono spinte tanto oltre l'ordinario consenso, da ipotizzare reti di esseri coscienti che governano le coincidenze che si verificano sulla Terra. A questo comitato diede il nome di E.C.C.O. Earth Coincidence Control Office.
Le sue ricerche lo spinsero a sperimentare gli effetti prolungati dell'uso di ketamina per 21 giorni consecutivi a dosi di 50 mg ogni ora. Dai suoi studi su questa sostanza ha elaborato un modello che prevede il progressivo espandersi della propria coscienza in diversi gradi: realtà interna, realtà extra-terrestre, network di creazione, stadio sconosciuto (vedere anche The Eight Circuits of Consciousness  di Timothy Leary e Robert Anton Wilson al circuito otto: The Neuro-Atomic Circuit). Ogni fase si espande in quella successiva permettendo l'esperienza di altre realtà oltre quella terrestre conosciuta. I dialoghi con gli esseri che ha incontrato sono riportati nei suoi libri.

### La vasca di deprivazione sensoriale
Lavorando nei laboratori del National Institute of Mental Health (NIMH), il Dr. Lilly decise di utilizzare una vasca al fine di studiare meglio gli effetti della deprivazione sensoriale sul cervello umano. Il dibattito scientifico a quell'epoca verteva sulla possibilità che il cervello umano smettesse di funzionare in assenza di stimoli sensoriali. Per investigare su questa possibilità, John Lilly cercò di trasformare questa vasca in uno strumento in grado di ridurre al minimo gli stimoli esterni. Originariamente la vasca permetteva allo sperimentatore di restare in una posizione verticale, ma successivamente gli studi proseguirono su una ad assetto orizzontale. La vasca era piena di acqua satura di sale solfato di magnesio, mantenuta costantemente a temperatura corporea in modo da eliminare la sensazione tattile. Il corpo dello sperimentatore si trovava così a galleggiare in assenza di gravità in un liquido isotermico. L'assenza degli altri stimoli veniva garantita isolando la vasca da luce e rumori esterni.
John Lilly sperimentò in segreto la vasca su se stesso, portando il suo organismo in assenza di stimoli per molte ore di seguito. Da queste esperienze capì che non solo il cervello non smetteva di funzionare, anzi il galleggiamento gli aveva conferito la sensazione di riposo più profonda che avesse mai provato. Inoltre in assenza di stimoli esterni, il cervello tendeva a indurre uno stato onirico profondo in cui a volte si manifestavano anche allucinazioni. Successivamente ai suoi studi la vasca di deprivazione sensoriale divenne uno strumento diffuso per raggiungere rilassamento, benessere e introspezione interiore.

## Opere
Saggi principali di John C. Lilly:
- Man and Dolphin; Gollancz; ISBN 0-575-01054-1 (1962)
- The Mind of the Dolphin (intitolato anche The Mind of the Dolphin: A Nonhuman Intelligence); Doubleday; ASIN 0385025432 (1967)
- Programming and Metaprogramming in the Human Biocomputer: Theory and Experiments; ISBN 0-517-52757-X (reprinted 1987 of 1972 original)
- The Centre of the Cyclone; Marion Boyars Publishers; ISBN 1-84230-004-0 (reprinted 2001 of 1973 original)
- Simulations of God: The Science of Belief; ISBN 0-671-21981-2 (1975)
- John C Lilly con Antonietta Lilly; The Dyadic Cyclone; Paladin; ISBN 0-586-08276-X (1978)